# Copa da Venezuela de Futebol de 2019
A Copa da Venezuela de Futebol de 2019 foi a 46.ª edição desta competição entre clubes de futebol da Venezuela organizada pela Federação Venezuelana de Futebol (em castelhano: Federación Venezolana de Fútbol; FVF). O certame começou em 27 de junho e terminou 27 de novembro de 2019. Participaram da disputa clubes da primeira e segunda divisão do futebol venezuelano.

## Regulamento

### Sistema de disputa
A fórmula de disputa da Copa Venezuela é bem simples, são seis fases: todas no "mata-mata" em jogos de ida e volta até decidir o campeão. Em caso de empate no agregado das duas partidas: na primeira fase, a classificação pra a próxima fase é decidida nas cobranças de pênaltis; e para as demais fases, é levado em consideração o critério do gol fora, e caso o empate persista, teremos a disputa por pênaltis. O campeão garante uma vaga para a Copa Sul-Americana de 2020.

### Distribuição por fases
|                            | Equipes que entram nesta fase |
| -------------------------- | --- |
| Primeira fase (16 equipes) | - 16 equipes da Segunda División de 2019 |
| Segunda fase (31 equipes)  | - 21 equipes da Primera División de 2019. - 4 semifinalistas do Torneo Apertura da Segunda División de 2019 - 8 equipes classificadas da da Primeira fase. |

## Participantes

### Primeira Divisão
| - Academia Puerto Cabello |
| - Aragua                  |
| - Atlético Venezuela      |
| - Carabobo                |
| - Caracas                 |

| - Deportivo Lara         |
| - Deportivo La Guaira    |
| - Deportivo Táchira      |
| - Estudiantes de Caracas |
| - Estudiantes de Mérida  |

| - LALA                |
| - Llaneros de Guanare |
| - Metropolitanos      |
| - Mineros de Guayana  |
| - Monagas             |

| - Portuguesa  |
| - Trujillanos |
| - Zamora      |
| - Zulia       |

### Segunda Divisão
| - Angostura         |
| - Atlético El Vigía |
| - Atlético Furrial  |
| - Chicó de Guayana  |
| - Ciudad Vinotinto  |

| - Deportivo JBL       |
| - Dynamo Puerto       |
| - Fundación AIFI      |
| - GV Maracay          |
| - Hermanos Colmenarez |

| - Libertador               |
| - Deportivo Petare         |
| - Petroleros de Anzoátegui |
| - Real Frontera            |
| - TFC Maracaibo            |

| - Universidad Central |
| - ULA                 |
| - Ureña               |
| - Yaracuy             |
| - Yaracuyanos         |

## Primeira fase
- Esta fase da competição contou com a participação apenas de times da Segunda División.[3]
- Os jogos de ida ocorreram em 27 e 28 de julho e os jogos de volta em 3 de agosto de 2019.[5][6]

| Equipe 1            | Total        | Equipe 2            | 1.º jogo | 2.º jogo |
| ------------------- | ------------ | ------------------- | -------- | -------- |
| Fundación AIFI      | 6–1          | Chicó de Guayana    | 4–1      | 2–0      |
| Petroleros          | 3–1          | Ciudad Vinotinto    | 0–0      | 3–1      |
| Dynamo Puerto       | 0–0 (3–1 p)  | Universidad Central | 0–0      | 0–0      |
| Libertador          | 2–2 (9–10 p) | Deportivo Petare    | 1–1      | 1–1      |
| Yaracuyanos         | 2–2 (3–4 p)  | Atlético Furrial    | 1–1      | 1–1      |
| Hermanos Colmenarez | 4–1          | ULA                 | 2–0      | 2–1      |
| El Vigía            | 6–2          | Deportivo JBL       | 4–0      | 2–2      |
| Ureña               | 2–4          | Real Frontera       | 0–1      | 2–3      |

## Segunda fase
- Além dos classificados da fase anterior, esta fase contou com a participação de 19 times da Primera División, além de mais 4 da Segunda División.[3]
- O sorteio desta fase e das subsequentes foi realizado em 13 de agosto de 2019 na sede da Federação Venezuelana de Futebol em Caracas.[7]
- Os jogos de ida ocorreram em 3, 4 e 12 de setembro e os jogos de volta em 17 e 18 de setembro de 2019.[8][9]

| Equipe 1               | Total                  | Equipe 2                | 1.º jogo               | 2.º jogo               |
| Grupo Centro Ocidental | Grupo Centro Ocidental | Grupo Centro Ocidental  | Grupo Centro Ocidental | Grupo Centro Ocidental |
| ---------------------- | ---------------------- | ----------------------- | ---------------------- | ---------------------- |
| Zulia                  | —                      | —                       | —                      | —                      |
| Trujillanos            | 4–0                    | Portuguesa              | 1–0                    | 3–0                    |
| Llaneros               | 1–2                    | Deportivo Lara          | 1–1                    | 0–1                    |
| TFC Maracaibo          | 3–5                    | Academia Puerto Cabello | 2–3                    | 1–2                    |
| El Vigía               | 2–6                    | Estudiantes de Mérida   | 1–2                    | 2–4                    |
| Real Frontera          | 2–6                    | Deportivo Táchira       | 1–5                    | 1–1                    |
| Atlético Furrial       | 1–7                    | Carabobo                | 0–4                    | 1–3                    |
| Hermanos Colmenarez    | 1–2                    | Zamora                  | 0–1                    | 1–1                    |
| Grupo Centro Oriental  |                        |                         |                        |                        |
| Fundación AIFI         | 1–2                    | Mineros                 | 1–0                    | 0–2                    |
| Angostura              | 4–2                    | LALA                    | 2–0                    | 2–2                    |
| GV Maracay             | 1–9                    | Deportivo La Guaira     | 0–3                    | 1–6                    |
| Dynamo Puerto          | 2–7                    | Monagas                 | 1–1                    | 1–6                    |
| Petroleros             | 3–5                    | Metropolitanos          | 2–2                    | 1–3                    |
| Caracas                | 3–1                    | Deportivo Petare        | 0–1                    | 3–0                    |
| Estudiantes de Caracas | 1–1 (g.f.)             | Atlético Venezuela      | 0–0                    | 1–1                    |
| Yaracuy                | 2–1                    | Aragua                  | 1–1                    | 1–0                    |

## Fase final

### Oitavas de final
- As partidas de ida foram disputadas em 9 de outubro e os jogos de volta em 16 e 17 de outubro de 2019.[10][11]

| Equipe 1               | Total                  | Equipe 2                | 1.º jogo               | 2.º jogo               |
| Grupo Centro Ocidental | Grupo Centro Ocidental | Grupo Centro Ocidental  | Grupo Centro Ocidental | Grupo Centro Ocidental |
| ---------------------- | ---------------------- | ----------------------- | ---------------------- | ---------------------- |
| Deportivo Lara         | 0–0 (2–4 p)            | Zulia                   | 0–0                    | 0–0                    |
| Trujillanos            | 3–4                    | Academia Puerto Cabello | 1–2                    | 2–2                    |
| Estudiantes de Mérida  | 0–0 (1–4 p)            | Carabobo                | 0–0                    | 0–0                    |
| Deportivo Táchira      | 2–3                    | Zamora                  | 0–2                    | 2–1                    |
| Grupo Centro Oriental  |                        |                         |                        |                        |
| Deportivo La Guaira    | 3–0                    | Mineros                 | 0–0                    | 3–0                    |
| Angostura              | 3–3 (2–4 p)            | Monagas                 | 1–2                    | 2–1                    |
| Estudiantes de Caracas | 1–2                    | Metropolitanos          | 0–2                    | 1–0                    |
| Yaracuy                | 1–2                    | Caracas                 | 0–1                    | 1–1                    |

### Quartas de final
- As partidas de ida foram disputadas em 23 de outubro e os jogos da volta em 30 de outubro de 2019.[12][13]

| Equipe 1                | Total                  | Equipe 2               | 1.º jogo               | 2.º jogo               |
| Grupo Centro Ocidental  | Grupo Centro Ocidental | Grupo Centro Ocidental | Grupo Centro Ocidental | Grupo Centro Ocidental |
| ----------------------- | ---------------------- | ---------------------- | ---------------------- | ---------------------- |
| Academia Puerto Cabello | 3–0                    | Zulia                  | 2–0                    | 1–0                    |
| Zamora                  | 4–1                    | Carabobo               | 2–1                    | 2–0                    |
| Grupo Centro Oriental   |                        |                        |                        |                        |
| Monagas                 | 2–2 (g.f.)             | Deportivo La Guaira    | 1–0                    | 1–2                    |
| Metropolitanos          | 1–1 (g.f.)             | Caracas                | 0–0                    | 1–1                    |

### Semifinais
- As partidas de ida foram disputadas em 6 de novembro e os jogos da volta em 13 de novembro de 2019.[14][15]

| Equipe 1                | Total | Equipe 2       | 1.º jogo | 2.º jogo |
| ----------------------- | ----- | -------------- | -------- | -------- |
| Academia Puerto Cabello | 2–3   | Zamora         | 1–1      | 1–2      |
| Monagas                 | 3–2   | Metropolitanos | 1–2      | 2–0      |

### Final
As finais foram disputadas em 20 e 27 de novembro de 2019.
| 20 de novembro 2019 | Monagas                               | 3 – 2     | Zamora           | Estádio Monumental, Maturín              |
| 19:00               | Rivera 16' · Reyes 29' · Castillo 53' | Relatório | Arteaga 47', 51' | Público: 11 850 Árbitro: Yercinia Correa |

| 27 de novembro 2019 | Zamora      | 1 – 0     | Monagas | Estádio Agustín Tovar, Barinas            |
| 19:00               | Ramírez 87' | Relatório |         | Público: 21 105 Árbitro: Jesús Valenzuela |

3–3 no agregado, Zamora venceu pela regra do gol fora de casa.

## Premiação
| Copa do Venezuela de 2019  |
| -------------------------- |
| Zamora Campeão (1º título) |

## Artilharia
| Gols | Jogador          | Time              |
| ---- | ---------------- | ----------------- |
| 5    | Yanowsky Reyes   | Monagas           |
| 5    | Manuel Arteaga   | Zamora            |
| 4    | José Hernández   | Monagas           |
| 4    | Robinson Blandon | Atletico El Vigia |
| 3    | Francisco Rivera | Monagas           |